# Massena Terminal Railroad
Die Massena Terminal Railroad (AAR-reporting mark MSTR) ist eine Bahngesellschaft im Bundesstaat New York in den Vereinigten Staaten. Die Rangiergesellschaft gehört zum Bahnkonzern Genesee and Wyoming Inc.
Die Gesellschaft mit Sitz in Massena wurde am 20. April 1900 gegründet und dient seit dem vor allem als Anschlussbahn für das Aluminium-Werk von Alcoa in Massena.
2005 erfolgte durch RailAmerica die Übernahme der Alcoa-eigenen Bahngesellschaften, einschließlich der Massena Terminal Railroad. 2012 kam die Bahngesellschaft, mit der Übernahme von RailAmerica, zur Genesee and Wyoming Inc.
Auf der heute rund 6,5 Kilometer lange Strecke werden jährlich circa 3.000 Güterwagen bewegt. Für den Verkehr stehen zwei Lokomotiven EMD MP15DC (Nr. 14 und 15) zur Verfügung. In Massena besteht ein Übergang zum Streckennetz der CSX Transportation.
Die Lokomotive Nr. 11, eine ALCO S-4, wurde an die New York Cross Harbor Railroad abgegeben.